# Eupithecia cerussaria
Eupithecia cerussaria es una especie de polilla de la familia Geometridae. La especie fue descrita por primera vez por Julius Lederer habiendo sido descrita en 1893, con distribución en Chipre, Grecia y el Oriente Próximo. El sintipo de la especie fue descrita en los alrededores de Beirut.